# 鈴木公雄
鈴木 公雄（すずき きみお、1938年4月28日 - 2004年10月22日）は、日本の歴史学者・考古学者。専門は縄文時代および日本中世・近世考古学（特に貨幣史）。慶應義塾大学名誉教授。

## 来歴
東京都出身。慶應義塾大学文学部史学科を卒業した後、1966年に慶應義塾大学大学院文学研究科博士課程修了。1971～72年、アメリカ合衆国イェール大学人類学部訪問研究員を経て慶應義塾大学文学部教授を務めた。また、1982年に済海寺旧越後長岡藩主家牧野家墓所の悠久山への改葬に伴う緊急遺骨調査が行われるが、鈴木は済海寺遺跡調査団団長となっている。2004年、前立腺癌のため66歳で死去。
『貨幣の地域史』は既に鈴木が死去している2007年11月に出版されたにも関わらず編者が鈴木になっているが、これは鈴木が日本銀行金融研究所において主催した研究会が母体となり、鈴木の生前に企画が始まった論集だからである。

## 著書

### 単著
- 『考古学入門』 東京大学出版会、1988年1月 ISBN 4-13-022051-9
- 『貝塚の考古学』 東京大学出版会、1989年1月 ISBN 4-13-024105-2
- 『考古学がわかる事典―読む・知る・愉しむ』 日本実業出版社、1997年5月 ISBN 4-534-02618-8
- 『出土銭貨の研究』 東京大学出版会、1999年3月 ISBN 4-13-026068-5
- 『銭の考古学』 吉川弘文館、2002年5月 オンデマンド版　2022年10月　ISBN	9784642755405
- 『考古学はどんな学問か』 東京大学出版会、2005年6月 ISBN 4-13-023052-2
  - 文庫版 『考古学はどんな学問か』筑摩書房〈ちくま学芸文庫〉、2021年2月。ISBN 978-4-480-51037-2。

### 編集
- 『縄文土器大成 第4巻』 講談社、1981年4月 ISBN 4-06-126564-4
- 『古代史復元 2』 講談社、1988年7月 ISBN 4-06-186422-X
- 『争点日本の歴史 1』 新人物往来社、1990年10月 ISBN 4-404-01774-X
- 『新視点日本の歴史 1』 新人物往来社、1993年4月 ISBN 4-404-02001-5
- 『貨幣の地域史 中世から近世へ』 岩波書店、2007年11月 ISBN 978-4-00-022479-6

### 翻訳
- ジョン・コールズ 『実験考古学』 学生社、1977年 ISBN 4-311-31019-6
- M.シャックリー 『石の文化史』 岩波書店、1982年3月 ISBN 4-00-000103-5

### その他
- 済海寺遺跡調査団（団長鈴木公雄）「港区三田済海寺　長岡藩主牧野家墓所発掘調査報告書」（1986年・東京都港区教育委員会）